# إليوسا (أرتا)
إليوسا (Ελεούσα) هي مدينة في أرتا في مقاطعة كينتريكي إلادا في اليونان.
يبلغ عدد سكانها حوالي 906   نسمة.